# Mimelia
Mimelia (norwegisch) ist ein Berghang im ostantarktischen Königin-Maud-Land. In der Gjelsvikfjella liegt er auf der Südseite des Mimebrønnen.
Wissenschaftler des Norwegischen Polarinstituts benannten ihn 2007 in Anlehnung an die Benennung des Mimebrønnen.